# Đập Santo Antônio
Đập Santo Antônio là một đập thủy điện trên sông Madeira cách 6 km (4 mi)  phía tây nam Porto Velho thuộc bang Rondônia, Brazil. Nhà máy thủy điện hoạt động trên sông của đập có 50 tuabin, mỗi tuabin có công suất 71,6 MW, tổng công suất lắp đặt là 3.580 M. Tổ máy đầu tiên bắt đầu sản xuất thương mại vào tháng 3 năm 2012, và tính đến tháng 6 năm 2015, tổng cộng có 32 tổ máy đã hoạt động . 6 đơn vị cuối cùng đã hòa lưới điện vào tháng 12 năm 2016 . Hầu hết lượng điện sẽ được xuất khẩu sang phía đông nam Brazil thông qua hệ thống HVDC của Rio Madeira.
Con đập này là một phần của một nhà máy thủy điện sông Madeira theo kế hoạch, bao gồm hai đập ở Brazil (Santo Antônio và đập Jirau 3.750 MW, đập thứ ba ở biên giới Brazil và Bôlivia (Guayaramerin), và một đập thứ tư bên trong Bôlivia (Cachuela Esperanza). Santo Antonio và đập Jirau  đang hoạt động, trong khi các đập ở thượng nguồn nhỏ hơn vẫn đang trong giai đoạn lập kế hoạch. Một phần do sự thiếu điện năm 2001-2002 ở Brazil, việc xây dựng cả hai đập đã được đẩy nhanh trong năm 2009. Tổng chi phí ước tính của hai cơ sở hiện đang được xây dựng là 15,6 tỷ đô la (7 tỷ đô la cho Santo Antônio), bao gồm khoảng 10 tỷ đô la cho xây dựng đập và  và 5 tỷ đô la cho xây dựng âu tàu, đường truyền tải điện và bảo vệ môi trường. Tổ hợp thủy điện sông Madeira là một phần của Sáng kiến hội nhập cơ sở hạ tầng khu vực Nam Mỹ, một nỗ lực của chính phủ các quốc gia Nam Mỹ nhằm kết nối cơ sở hạ tầng với các khoản đầu tư mới vào giao thông, năng lượng và truyền thông.

## Thiết kế
Đập cao 13,9 m (46 ft)  và dài 3.100 m (10.171 ft), tạo ra một hồ chứa với diện tích bề mặt là 271 km2 (105 dặm vuông Anh). Nhà máy điện của đập bao gồm 50 tuabin Kaplan nằm ngang, mỗi tuabin có công suất 71,6MW (tổng công suất lắp đặt 3.580 MW) được chia thành bốn phần. Dự án ban đầu bao gồm 44 tuabin, nhưng điều này đã được mở rộng vào năm 2013. Nhà máy điện có lưu lượng nước xả tối đa 24.684 m3/s (871.707 cu ft/s). Đập có hai đập tràn; một trên phần chính và một phụ trợ phía nam. Cả hai đập tràn có lưu lượng tối đa kết hợp là 84.000 m3/s (2.966.432 cu ft/s)   để kiểm soát mức độ hồ chứa.